# Iglesia de San Miguel de la Sagra
La iglesia de San Miguel de la Sagra (denominada también como San Miguel de la Xagra) fue uno de los diez primeros templos cristianos de Madrid. Se encontraba situada en las cercanías de Real Alcázar y es este el motivo por el que, en una de sus reformas de 1549 fue mandada derribar por Carlos I.

## Ubicación
La ubicación exacta de la iglesia es desconocida a comienzos del siglo XXI. Aunque se supone ubicados sus restos en el espacio del Campo del Rey, en algún punto desconocido de la actual Plaza de la Armería, en las cercanías de la plaza de Oriente: en la denominada Xagra y la Puerta de la Sagra. Por la época se sabe que era un pequeño templo de arquitectura románica.

## Historia
La iglesia aparece reflejada en el recuento de iglesias del fuero de Madrid del año 1202. De las diez que aparecen en el anexo del fuero madrileño, fue una de las primeras en desaparecer. El sobrenombre se debía a las cercanía al espacio de cultivo, o huertas que existían en las cercanías y que se denominaba Xagra; la primitiva muralla musulmana pasaba adyacente a la iglesia, teniendo en sus cercanías la puerta de la Xagra. 
Las dos únicas iglesias ubicadas en el interior del recinto amurallado primitivo eran la iglesia de santa María y esta. Se sabe de su arquitectura y disposición por una pintura realizada en el año 1534, dos años antes de su derribo, titulada Le Chasteau de Madrid (El Castillo de Madrid), realizada por el pintor flamenco, de viaje por España, Jan Cornelisz Vermeyen (1500-1559). 
En un detalle del cuadro puede observarse un templo en las cercanías del Real Alcázar, siendo esa cercanía la que provocó que en 1549 fuese derribada por orden del emperador, pues su ubicación impedía el ensanche y las reformas de la residencia regia. La parroquialidad se trasladó a un templo empezado a construir a escasos metros de la anterior, que sería conocido como Real iglesia de San Gil. En 1606 sería entregada a los franciscanos alcantarinos y fue sustituida por un nuevo templo según diseño de Juan Gómez de Mora, e igualmente acabó siendo destruida en el periodo de José Napoleón. Su adovcación a San Miguel se conserva en la capilla del Palacio Real de Madrid. 